# Rembertistraße 28–32
Das Wohn- und Geschäftshaus Rembertistraße 28–32 in Bremen-Mitte an der Rembertistraße stammt von 1912.
Das Gebäude steht seit 1994 unter Bremischen Denkmalschutz.

## Geschichte
Von 1909/1910 bis 1912 (Nr. 30 bis 32) bzw. 1920/1921 (Nr. 28/29) entstand für den Bauherrn und Bauunternehmer Otto Thor bzw. seine Erben das 22-achsige Wohn- und Geschäftshaus als U-förmiger, vier- bis fünfgeschossiger Putzbau mit einem sechsgeschossigen Mittelrisalit nach Entwurf der Bremer Architekten Heinrich Wilhelm Behrens und Friedrich Neumark. Die Bauunterbrechung war durch den Ersten Weltkrieg bedingt. 
Das in drei Teile gegliederte Bauwerk mit Sockelgeschoss, Mittelteil und farblich abgehobenem Obergeschoss mit einem Walm- bzw. Mansarddach beherbergte bis zu 40 Wohnungen, 12 Kontore und eine Arztpraxis. 1932 unterhielten auch das Landesfinanzamt, die Beamtenbaugesellschaft und die Nationalsozialistische Deutsche Arbeiterpartei (NSDAP) hier Büros. 1942 entstanden durch Kriegseinwirkung Schäden im Dachgeschoss.
Nach dem Zweiten Weltkrieg wandelte sich das Haus ab 1956 zum Büro- und Geschäftshaus, in dem heute (2014) verschiedene Praxen, zwei Architekturbüros, eine Gastwirtschaft, der Volksbund Deutsche Kriegsgräberfürsorge und weitere Dienstleister zu finden sind.